# Bakersfield (Vermont)
Bakersfield è un comune degli Stati Uniti d'America, situato nello Stato del Vermont e in particolare nella contea di Franklin.

## Evoluzione demografica
Dati in riferimento al 2000 

## Società

### Etnie e minoranze straniere
- 97,86% Bianchi
- 0,16% Nativi americani
- 0,08% Asiatici
- 0,25% Neri